# Caratterologia
In psicologia, la caratterologia si propone di studiare i tratti caratteriali; fondata da René Le Senne, perfezionando la teoria di Galeno (il quale aveva fornito una classificazione dei caratteri umani), la disciplina verrà sviluppata da Gaston Berger.
Note sulla terminologia. La psicologia europea contemporanea ricorre al concetto di carattere (usato perlopiù nella psicologia tedesca), mentre quello di personalità è preferito da quella americana; seppure i due termini a volte si assomiglino, la differenza principale sta nel fatto che le varie tipologie di personalità originano da un'analisi statistica della diversità umana. Per temperamento, infine, si intendono gli atteggiamenti puramente emotivi dell'individuo.

## Il carattere come oggetto scientifico
La prima dottrina caratterologica si deve al padre della medicina Ippocrate e si fondava sui quattro elementi già indicati da Empedocle (aria, terra, fuoco, acqua) e ai quattro umori corporei collegati determinando i caratteri psicosomatici: sanguigno, melanconico, collerico, flegmatico e in qualche modo tale impostazione e sopravvissuta fino a Pavlov e altri.
Nonostante l'idea spontanea che il carattere sia qualcosa di troppo personale e troppo sfuggente, la caratterologia è in realtà oggetto elaborato mediante l'applicazione di metodi scientifici (norme, misure, i mezzi oggettivi). Si prevede di riconoscere la grande diversità degli individui mentre si cerca di identificare i modelli generali scientificamente innegabili.
Se la prima osservazione è che nella stessa situazione la gente reagisce in modi diversi, la caratterologia ritiene che gli atti individuali possano essere ricondotti a dei modelli, ossia tipi caratterologici individuati. Agendo in questa relativa stabilità dei comportamenti individuali (caratteri), cerca di far emergere le molle, comuni a tutti gli uomini, che giocano in modo diverso in ciascuno di essi.
Per una trattazione scientifica della caratterologia bisognerà attendere l'avvento della psicoanalisi, della cui scuola fece parte anche Jung,  e in particolare di Wilhelm Reich che con L'Analisi del Carattere, opera a fronte di 10 anni di lavoro clinico, arrivò a definire il carattere nevrotico in contrapposizione al carattere sano, riallacciando nuovamente soma e psiche come già il padre della medicina considerava.

## Caratterologia di René La Senne
Secondo Le Senne, ciascuno di noi possiede un carattere innato,  ereditato col proprio DNA, che dà forma alla mente.  Questo carattere resta inalterato per sempre. I fatti della vita e le libere decisioni del singolo individuo faranno poi nascere la sua personalità, che però rimane sempre figlia del carattere.
Esistono tre proprietà fondamentali, che combinandosi tra loro, formano il carattere:
- emotività: basta un nonnulla per scuotere la psiche di una persona emotiva. Non è detto che questa scossa psichica si riveli esternamente: ci sono degli emotivi che non sono espansivi. Non bisogna inoltre confondere l'emotività con la tenerezza: gli emotivi possono benissimo essere crudeli.
- attività: quando una persona attiva incontra un ostacolo nella sua azione, la persegue con maggior vigore; invece una persona non attiva si arrende subito.
- primarietà/secondarietà: una persona primaria vive le sue esperienze nel presente e non si preoccupa del futuro; una persona secondaria si limita a pensare le esperienze del suo passato e medita sul futuro.

I caratteri risultanti sono:
- nervoso emotivo - non attivo - primario (esempi storici: Byron, Chopin, Dostoevskij, Gauguin, Poe, Wilde)
- sentimentale emotivo - non attivo - secondario (esempi storici: Kierkegaard, Leopardi, Lucrezio, Robespierre, Rousseau)
- collerico emotivo - attivo - primario (esempi storici: Casanova, Cellini, Danton, Diderot, Dickens, Hugo)
- passionale emotivo - attivo - secondario (esempi storici: Sant’Agostino, Dante, Michelangelo, Napoleone, Nietzsche, Tolstoj)
- sanguigno non emotivo - attivo - primario (esempi storici: Bacone, Machiavelli, Metternich, Orazio, Voltaire)
- flemmatico non emotivo - attivo - secondario (esempi storici: Darwin, Gauss, Hume, Kant, Leibniz, Locke)
- amorfo non emotivo - non attivo - primario (esempi storici: La Fontaine)
- apatico non emotivo - non attivo - secondario (esempi storici: Luigi XVI)

## Collegamento interdisciplinare
Riferimento alla relazione fra costituzione e carattere sono stati stabiliti dalla biotipologia umana di Pende e di Kretschmer.